# 大村和吉郎
大村 和吉郎（おおむら わきちろう、1844年4月26日（弘化元年3月9日） - 1915年（大正4年）12月11日）は、明治から大正時代の政治家。衆議院議員（3期）。

## 経歴
伊豆国君沢郡大場村（静岡県君沢郡中郷村、田方郡中郷村を経て現三島市）に生まれる。生家は代々清酒醸造を営んだ。名主役、区長、戸長、君沢・田方郡会議員、同参事会員を経て、静岡県会議員に当選し、同常置委員を務めた。ほか、静岡農工銀行取締役、海産株式会社監査役などを歴任した。
1894年（明治27年）3月の第3回衆議院議員総選挙では静岡県第7区から出馬し当選。第6回総選挙、第12回総選挙でも当選したが、3期目の在任中に死去した。